# HC Feijenoord
Hockeyclub Feijenoord is een Nederlandse hockeyclub uit Rotterdam. De club is de afkomstig uit de gelijknamige Rotterdamse wijk.
De club is op 10 oktober 2010 opgericht door Paul Veldhuijzen. Er werd begonnen op enkele trapveldjes en speelplaatsen op Katendrecht en Feijenoord en in de Afrikaanderwijk. De intentie van Hockeyclub Feijenoord is om de hockeysport laagdrempeliger te maken voor kinderen en ouderen uit alle lagen van de samenleving van Rotterdam Zuid. Na de zomer van 2011 deed de club voor het eerst mee met drie jeugdteams aan de KNHB-competitie. De trainingen en wedstrijdjes werden gespeeld op het sportveld van de sportspeeltuin Hillesluis aan de Vlasakkerstraat. Het aantal hockeyende jongeren groeide gestaag en een volwaardig hockeyveld werd noodzakelijk.
Met subsidie van de gemeente en sponsoren kon er verhuisd worden naar een stuk grond op de hoek aan de Laan op Zuid en de 2e Rosestraat. Op 22 januari 2014 vonden de eerste trainingen plaats op het nieuwe kunstgrasveld. Na drie jaar en 6 maanden verhuisde de club naar een nieuw clubverzamelgebouw op Sportcomplex Olympia, waar ze het gebouw delen met FC IJsselmonde en Overmaas Rotterdam.